# Révolution de 1868
 (novembre 2022).
Si vous disposez d'ouvrages ou d'articles de référence ou si vous connaissez des sites web de qualité traitant du thème abordé ici, merci de compléter l'article en donnant les références utiles à sa vérifiabilité et en les liant à la section « Notes et références ».
Révolution de 1868
La révolution de 1868, aussi connue en espagnol comme La Gloriosa (la Glorieuse) ou La septembrina (la Septembrienne), est un soulèvement révolutionnaire qui eut lieu en Espagne en septembre 1868 et qui détrôna la reine Isabelle II. Les six années qui suivirent cette révolution sont nommées Sexenio Democrático (les six ans démocratiques) dans l'historiographie espagnole.
Exilée en France, Isabelle II n'abdique qu'en 1870. Le prince Amédée de Savoie, duc d'Aoste, fils cadet du roi Victor-Emmanuel II d'Italie, est choisi pour lui succéder mais il abdique dès 1873, après 27 mois de règne. Devant la situation inextricable, la République est proclamée le 11 février 1873.

## Contexte historique
Au milieu des années 1860, le mécontentement à l'égard du régime monarchique d'Isabelle II dans les milieux populaires, politiques et militaires était criant. Le Parti modéré, au pouvoir depuis 1845, connaissait une importante crise interne et n'avait pas su résoudre les problèmes du pays. Il y avait une grave crise économique (encore renforcée  par les lourdes pertes humaines de la guerre hispano - sud-américaine), et de toute part proliféraient les pronunciamientos, comme celui mené en 1868 par Juan Prim ou le Soulèvement des sergents de San Gil la même année. En exil, libéraux et républicains parvinrent à des accords à Ostende (1866) et à Bruxelles (1867) pour fomenter davantage de troubles qui conduiraient à un changement drastique du système de gouvernement, non plus seulement pour remplacer le président Ramón María Narváez, mais bien avec l'objectif ultime de renverser Isabelle II. La reine et le régime monarchique lui-même étaient devenus le centre des critiques portant sur les principaux problèmes du pays.
À la mort d'O'Donnell en 1867 se produisit un important changement : de nombreux sympathisants de l'Union libérale adoptèrent les positions du front qui réclamait le renversement d'Isabelle II et la mise en place d'un gouvernement plus efficace pour l'Espagne.

## La révolution de septembre 1868

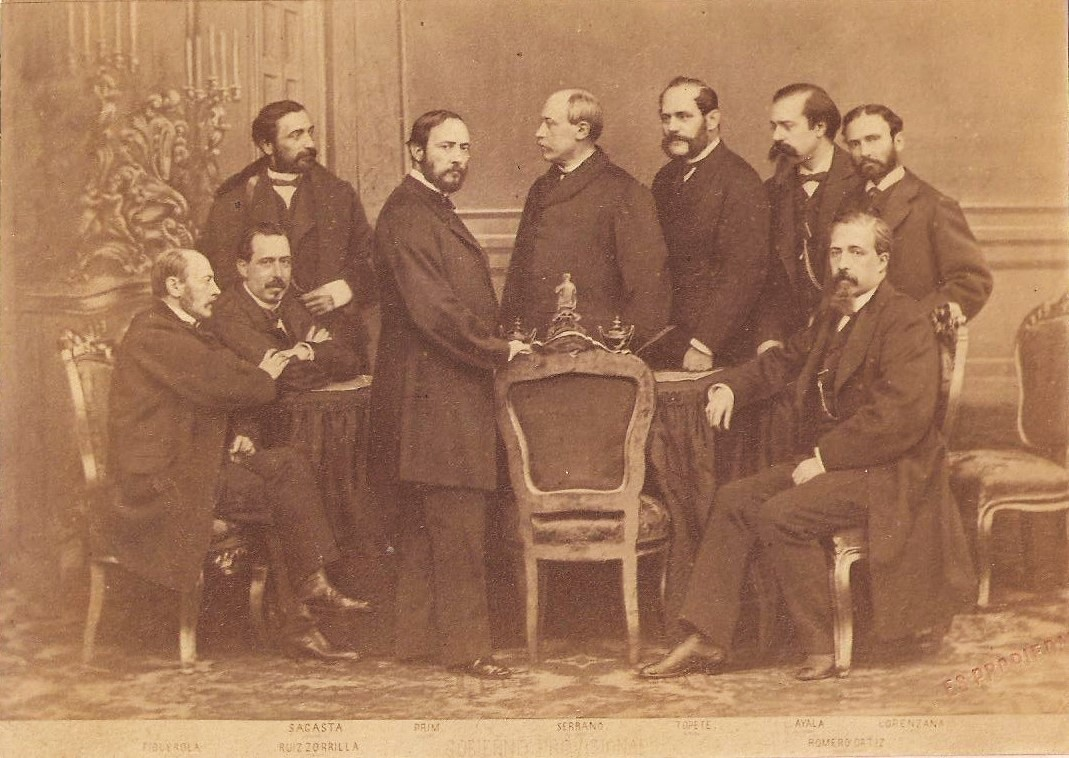
Gouvernement provisoire, 1869. Figuerola, Sagasta, Ruiz Zorrilla, Prim, Serrano, Topete, López Ayala, Romero Ortiz et Lorenzana (photo de J. Laurent).

En septembre 1868, le temps de la couronne était compté. Les forces navales basées à Cadix, sous le commandement de Juan Bautista Topete, se mutinèrent contre le gouvernement d'Isabelle II. Le pronunciamiento se produisait à l'endroit même où le général Riego avait pris les armes contre son roi 50 ans plus tôt.
Les généraux soulevés à Cadix lancèrent le 19 septembre 1868 une proclamation solennelle adressée au peuple espagnol dans laquelle ils déploraient l'état où se trouvait le pays (corruption, manque de légitimité des autorités, censure de la presse etc.) et se présentaient comme la véritable incarnation des aspirations populaires. Cette proclamation était signée par Joan Prim, Domingo Dulce, Francisco Serrano, Ramón Nouvillas (es), Rafael Primo de Rivera (es), Antonio Caballero de Rodas (es) et Juan Topete.
Elle mettait en évidence l'existence des nombreuses forces en jeu : si les militaires, pour leur part, se disaient monarchistes et ne prétendaient rien d'autre que changer la Constitution et le monarque, les juntes, plus radicales, ne cachaient pas leur intention de réussir une véritable révolution bourgeoise, basée sur le principe de souveraineté nationale. Il convient de signaler également la participation de groupes paysans andalous, qui aspiraient à la révolution sociale.
Le président Ramón María Narváez abandonna la reine, tout comme son ministre en chef Luis González Bravo. Narváez mourut cette même année, aggravant la crise dans les secteurs modérés. Les généraux Prim et Serrano dénoncèrent le gouvernement, et une grande partie de l'armée déserta et rejoignit le camp des généraux révolutionnaires à leur retour en Espagne.

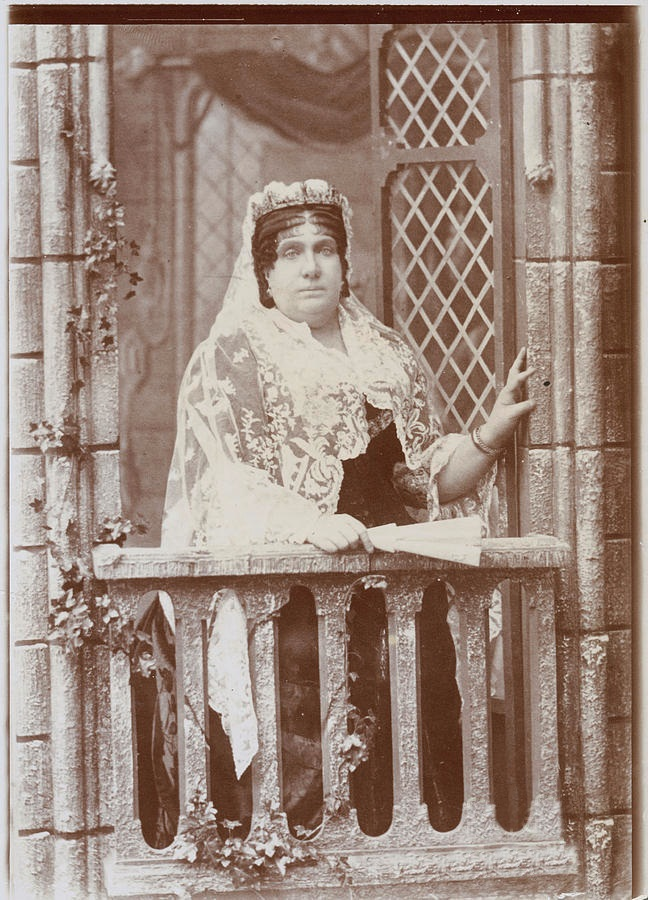
La reine Isabelle II d'Espagne en exil à Paris.

Le mouvement commencé en Andalousie s'étendit rapidement à d'autres zones du pays, sans que les troupes du gouvernement puissent faire face à celles des insurgés. L'appui de Barcelone et de toute la zone méditerranéenne fut décisif pour le triomphe de la révolution. Malgré la démonstration de force de la reine dans la bataille d'Alcolea, les loyalistes de Pavía furent vaincus par le général Serrano. Isabelle se vit alors condamnée à l'exil et elle regagna la France, d'où elle ne reviendrait jamais.
À partir de ce moment et durant 6 ans (1868-1874), il y eut des tentatives pour créer en Espagne un système de gouvernement révolutionnaire, connu sous le nom de Sexenio Revolucionario ou Sexenio Democrático, mais l'échec final (qui alla jusqu'à remettre en cause l'existence de l'Espagne en tant que nation) ramena les modérés au pouvoir.

## La recherche d'un nouveau roi

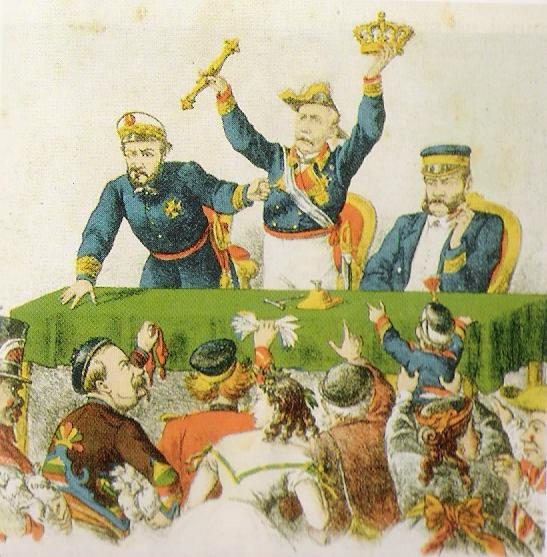
Prim, Serrano et Topete vendent aux enchères les attributs du trône espagnol pendant la recherche d'un nouveau roi. Publiée dans la revue espagnole La Flaca en avril 1869.

L'esprit révolutionnaire qui avait permis de renverser le gouvernement espagnol manquait toutefois d'une ligne politique claire. La coalition de libéraux, modérés et républicains ne parvenait pas à s'accorder sur le choix d'un meilleur gouvernement pour remplacer celui d'Isabelle. Le contrôle du gouvernement passa dans un premier temps à Francisco Serrano, architecte de la précédente révolution contre la dictature d'Espartero. Au début, les Cortès rejetèrent l'idée d'une république pour l'Espagne, et Serrano fut nommé régent pendant qu'on recherchait un monarque adéquat pour mener le pays. Pendant ce temps était rédigée une constitution libérale, promulguée par les Cortès en 1869 ; c'était la première véritable constitution depuis la Constitution de Cadix de 1812.
La recherche d'un roi approprié devint plus que problématique pour les Cortes. Les républicains étaient au fond prêts à accepter un monarque si c'était une personne compétente et qu'il respectait la constitution. Juan Prim, éternel opposant aux gouvernements d'Isabelle II, fut régent en 1869. Il déclara notamment au cours de cette période : « Trouver un roi démocrate en Europe est aussi difficile que trouver un athée au ciel ! ». On alla jusqu'à envisager de désigner malgré son âge Baldomero Espartero comme roi, bien que les secteurs progressistes s'y soient opposés (finalement, et bien qu'il rejetât lui-même l'idée d'être nommé roi, il obtint six voix favorables au cours de l'élection). Beaucoup proposaient le jeune fils d'Isabelle, Alphonse (celui qui serait par la suite le roi Alphonse XII d'Espagne), mais il perdit de nombreux points car on pensait qu'il pourrait facilement être influencé par sa mère et commettre à son tour les mêmes erreurs que cette dernière. Le roi Ferdinand II de Portugal, qui avait cédé la place à son fils Pierre V, fut également envisagé, mais il refusa la couronne pour consacrer ses dernières années à l'architecture et aux beaux-arts portugais. Léopold de Hohenzollern-Sigmaringen, un cousin catholique  du roi Guillaume Ier de Prusse, fut également sollicité, et accepté dans un premier temps, poussé par Bismarck ; la France annonça son opposition à cette candidature, qui finit par être retirée à l'initiative du roi de Prusse. Finalement, le choix porta sur un prince italien, Amédée de Savoie ; son règne ne dura que deux ans et demi, entre 1870 et 1873, alors que Prim était assassiné avant même l'arrivée d'Amédée dans son nouveau royaume.